# Iveco CityClass
De Iveco CityClass of Irisbus CityClass is een low floor-autobus, geproduceerd van 1997 tot 1999 door de Italiaanse busfabrikant Iveco, vanaf 1999 tot 2007 door de Franse busfabrikant Irisbus. Dit busmodel is de vervanger van de Iveco 490 TurboCity UR Green en werd in 2005 vervangen door de Irisbus Citelis, maar pas in 2007 werd de laatste bus gebouwd.
Er waren twee verschillende versies beschikbaar, de stadsbusversie (491-serie) en de streekbusversie (591-serie). Ook was de bus verkrijgbaar in verschillende lengtes: 10,8 meter, 12 meter en 18 meter (gelede bus).

Het CityClass-project werd in de jaren negentig gecreëerd door de Italiaanse ontwerper Giorgetto Giugiaro en werd in 1996 aan het publiek gepresenteerd ter vervanging van de Iveco TurboCity.
In 2001 ontwikkelde ALTRA, in samenwerking met Ansaldo Ricerche, Sapio, International Fuel Cells, Exide, T_V en Centro Ricerche Fiat en met de sponsoring van het Italiaanse Ministerie van Milieu en Piemonte, een versie met elektrische tractie aangedreven door waterstof die in dienst in Turijn namens GTT, en ook gebruikt voor de Olympische Winterspelen van 2006. Het was de eerste Italiaanse bus op waterstof

## Technische specificaties
De bus beschikt over een waterstof tank welke zich bevindt op het dak van het voertuig. Deze Fuel Cell technologie zorgt ervoor dat de batterij wordt opgeladen door middel van elektrochemische reacties. De bus behoort alweer tot het verleden maar in sommige steden zie je hem nog steeds. De bus wordt het meest gebruikt voor stedelijk vervoer, maar ook als touringcar en schoolbus.
|                    | 491.10       | 491.12       | 491.18       | 591.10       | 591.12       | 591.18       |
| ------------------ | ------------ | ------------ | ------------ | ------------ | ------------ | ------------ |
| Versie             | Stadsbus     | Stadsbus     | Stadsbus     | Streekbus    | Streekbus    | Streekbus    |
| Lengte             | 10 790 mm    | 11 990 mm    | 17 800 mm    | 10 790 mm    | 11 990 mm    | 17 800 mm    |
| Breedte            | 2 500 mm     | 2 500 mm     | 2 500 mm     | 2 500 mm     | 2 500 mm     | 2 500 mm     |
| Hoogte             | 2 850 mm     | 2 850 mm     | 2 850 mm     | 2 850 mm     | 2 850 mm     | 2 850 mm     |
| Motor 1997−2001    | Fiat         | Fiat         | Fiat         | Fiat         | Fiat         | Fiat         |
| Vermogen           | 220 pk       | 250 pk       | 310 pk       | 250 pk       | 270 pk       | 310 pk       |
| Motor 2001−2005    | Iveco Cursor | Iveco Cursor | Iveco Cursor | Iveco Cursor | Iveco Cursor | Iveco Cursor |
| Vermogen           | 290 pk       | 290 pk       | 350 pk       | 290 pk       | 290 pk       | 350 pk       |
| Motorvermogen cng  | 270 pk       | 270 pk       | 310 pk       | 270 pk       | 270 pk       | 310 pk       |
| Aantal zitplaatsen | 37           | 43           | 116          | 37           | 43           | 116          |

## Alternatieve aandrijving
Naast de standaard dieselaandrijving zijn er ook bussen met alternatieve aandrijvingen zoals cng, hybride en Fuel Cell.
Met de oprichting van Irisbus in 1999 startte Iveco met de ontwikkeling van Fuell Cell bussen. Na goedkeuring van de eerste prototype in 2002 werden er in totaal 3 bussen gebouwd, die onder andere dienstdeden bij de Olympische Winterspelen van 2006 in Turijn.

## Inzet
Er zijn van dit busmodel in totaal 7000 exemplaren geproduceerd. De bus komt onder andere voor in Duitsland, Frankrijk, Griekenland, Italië, Roemenië, Spanje en Zwitserland

## Andere typen en modellen van Iveco
Daar het bedrijf IVECO onderdeel is van de FIAT Groep kan men ook de FIAT modellen hiertoe rekenen.
- IVECO Daily
- IVECO Eurocargo
- IVECO Trakker
- IVECO Stralis
- FIAT Ducato (bestelbus)
- FIAT Scudo (bestelbus)
- FIAT Fiorino (bestelbus)
- FIAT Doblo (bestelbus)
- FIAT Strada (bestelbus)

| Land   | Bedrijf       | Aantal | Type               | Serie       | Inzet               | Opmerking                                |
| ------ | ------------- | ------ | ------------------ | ----------- | ------------------- | ---------------------------------------- |
| Italië | AMT           | 54     | IVECO 491.10       | 3901−3954   | Genua               |                                          |
| Italië | AMT           | 40     | IVECO 491.12       | 8601−8641   | Genua               |                                          |
| Italië | AMT           | 20     | IVECO 491.12       | 8651-8670   | Genua               |                                          |
| Italië | AMT           | 23     | Irisbus 491.18     | 9201−9223   | Genua               |                                          |
| Italië | AMTS          | 13     | ??                 | ??          | Benevento           |                                          |
| Italië | ARPA          | 27     | IVECO 491.12       | ??          | Chieti              |                                          |
| Italië | ATAF          | 29     | IVECO 491.10       | 2401−2429   | Firenze             |                                          |
| Italië | ATAF          | 35     | IVECO 491.12       | 3533−3567   | Firenze             |                                          |
| Italië | ATAF          | 1      | Irisbus 491.12     | 3568        | Firenze             |                                          |
| Italië | ATAF          | 61     | IVECO 491.12 CNG   | 3615−3665   | Firenze             | Cng-bussen                               |
| Italië | ATAF          | 79     | Irisbus 491.12 CNG | 3666−3744   | Firenze             | CBG-bussen                               |
| Italië | ATM           | 8      | IVECO 591.12 CNG   | 410−417     | Ravenna             | Cng-bussen Overgegaan naar Start Romagna |
| Italië | GTM           | 5      | IVECO 491.10       | ??          | Garbagnate Milanese |                                          |
| Italië | GTM           | 1      | Irisbus 591.12     | ??          | Garbagnate Milanese |                                          |
| Italië | Start Romagna | 20     | IVECO 491.10       | 20067−20086 | Forlì-Cesena        |                                          |
| Italië | Start Romagna | 6      | IVECO 491.12       | 20087−20092 | Forlì-Cesena        |                                          |
| Italië | Start Romagna | 8      | IVECO 491.12       | 10410−10417 | Ravenna             | Cng-bussen                               |
| Italië | Start Romagna | 11     | Irisbus 491.10     | ??          | Rimini              |                                          |
| Italië | Start Romagna | 10     | IVECO 491.12       | ??          | Rimini              |                                          |
| Italië | Start Romagna | 1      | Irisbus 491.12     | ??          | Rimini              |                                          |
| Italië | Start Romagna | 6      | IVECO 491.18       | ??          | Rimini              |                                          |
| Italië | Start Romagna | 4      | Irisbus 591.10     | ??          | Rimini              |                                          |
| Italië | Start Romagna | 2      | IVECO 591.12       | ??          | Rimini              |                                          |
| Italië | Start Romagna | 14     | Irisbus 591.12     | ??          | Rimini              |                                          |
| Spanje | AUVASA        | 15     | Irisbus 491.12     | 80−94       | Valladolid          |                                          |
| Spanje | AUVASA        | 20     | Irisbus 491.18     | 203−222     | Valladolid          |                                          |
| Spanje | EMTSAM        | 2      | IVECO 491.12       | ??          | Málaga              | Biodieselbussen                          |
| Spanje | EMTSAM        | 1      | IVECO 491.12 CNG   | ??          | Málaga              | Cng-bussen                               |
| Spanje | EMTSAM        | 2      | Irisbus 491.12 CNG | ??          | Málaga              | Cng-bussen                               |
| Spanje | EMTSAM        | 10     | Irisbus 491.12     | ??          | Málaga              |                                          |
| Spanje | EMT Valencia  | 20     | Irisbus 491.10 CNG | 92??        | Valencia            |                                          |
| Spanje | EMT Valencia  | 25     | Irisbus 491.12 CNG | 92??        | Valencia            |                                          |
| Spanje | TMB           | 19     | ??                 | 65??        | Barcelona           |                                          |
| Spanje | TMB           | 9      | ??                 | 66??        | Barcelona           |                                          |
| Spanje | TMB           | 10     | ??                 | 6700−6709   | Barcelona           |                                          |
| Spanje | TMB           | 45     | ??                 | 6710−6754   | Barcelona           |                                          |
| Spanje | TMB           | 85     | ??                 | 13??        | Barcelona           | Cng-bussen                               |
| Spanje | TMB           | 76     | Irisbus 491.18 CNG | 6300−6375   | Barcelona           | Cng-bussen                               |
| Spanje | TUZSA         | 45     | Irisbus 491.12     | 501−545     | Zaragoza            |                                          |
| Spanje | TUZSA         | 39     | Irisbus 591.12     | 546−584     | Zaragoza            |                                          |
| Spanje | TUZSA         | 43     | Irisbus 491.12     | 601−643     | Zaragoza            |                                          |